# 斯滕格恰瓦鄉
44°36′N 23°19′E / 44.600°N 23.317°E
斯滕格恰瓦鄉（羅馬尼亞語：Comuna Stângăceaua, Mehedinți），是羅馬尼亞的鄉份，位於該國西南部，由梅赫丁茨縣負責管轄，面積40平方公里，海拔高度122米，2007年人口1,467，人口密度每平方公里36人。